# Andrija Balić
Andrija Balić (Split, 11. kolovoza 1997.) hrvatski je nogometaš. Trenutačno igra za Dugopolje.

## Karijera
Nogomet je počeo trenirati u NK Dugopolje da bi 2007. godine prešao u omladinsku školu Hajduka. Za prvu momčad je debitirao kod trenera Igora Tudora 14. travnja 2014. na utakmici sa Splitom (1:0) ulaskom s klupe u 75. minuti.
Nastupao je za sve mlade uzrasne reprezentativne kategorije, od U14 do U19. Trenutačni je i kapetan Hrvatske reprezentacije U19. U sezoni 2014./15. istaknuo se kao jedna od najvećih nada hrvatskog nogometa. Okretan je, snažan i ima dobar pregled igre što ga je učinilo i miljenikom Torcide, a i prvotimcem Hajduka.
Prirodna pozicija mu je napadački vezni ili tkzv. polušpica, no snalazi se i u zadnjoj liniji.

### Udinese
U zimskom prijelaznom roku u 2015./16. sezoni, Balić je prešao u talijanskog prvoligaša Udinese. Potpisao je na četiri i pol godine s Udineseom. Baliću će godišnja plaća iznositi 240.000 eura, a može računati i na dodatne bonuse ako bude redovito nastupao. Također od transfera u talijansku momčad pripada mu deset posto, odnosno 300 tisuća eura.

## Vanjske poveznice
- Profil na dac1904.sk
- Profil na transfermarkt.de